# Rocks Off
"Rocks Off" je píseň od Rolling Stones z dvoualba Exile on Main St. z roku 1972.
Byla nahrána mezi prosincem 1971 a březnem 1972. "Rocks Off" je jednou z mnoha písní na tomto albu, které byly nahrány ve Villa Nellcote, domu Keitha Richardse pronajatého na jihu Francie.
Text písně má široký záběr a místy je nelítostný; vyčnívá především Jaggerova bohatá lyrika:
The sunshine bores the daylights out of me. Chasing shadows moonlight mystery. Headed for the overload, Splattered on the dirty road. Kick me like you've kicked before, I can't even feel the pain no more
Song je asi zapamatovatelný kvůli náhlému rozdílu, který nastane po dvou minutách patnácti sekundách. Jaggerovy vokály jsou elektronicky zkrouceny a kytarové struny napnuty:
Feel so hypnotised, can't describe the scene. It's all mesmerised all that inside me
Mix písně je notoricky namátkový, jak mnoho nástrojů a dokonce hlavní hlasy zesilují a zeslabují ve svém výkonu. Suterén vily, kde se nahrávalo mnoho písní, byl extrémně teplý a následkem toho nemohly kytary zůstat naladěny. Jimmy Miller udělal záznam a uvádí Nickyho Hopkinse na piáno, Jima Price a Bobbyho Keyse na plechové nástroje, stejně jako pravidelné členy kapely Jaggera (první hlas), Richardse (druhý hlas, kytara), Charlieho Wattse (bicí), Micka Taylora (kytara) a Billa Wymana (baskytara).
Živá nahrávka byla pořízena během turné skupiny v roce 2002-2003 s názvem Licks Tour a vydána v roce 2004 na živém albu Live Licks.
Po této písni je rovněž pojmenována jedna z nejvýznačnějších a nejdéle fungujících internetových stránek o Rolling Stones Rocksoff.org.